# For You (album de Selena Gomez)
Pour les articles homonymes, voir For You.
Albums de Selena Gomez
Stars Dance
(2013) Revival
(2015)
Singles
For You est le premier greatest hits de la chanteuse américaine Selena Gomez, sorti pour le 24 novembre 2014. For You sert de dernière sortie musicale avec le label Hollywood Records. En effet, Selena Gomez a signé un nouveau contrat d'enregistrement avec Interscope Records.

## Single
Le premier single est le titre The Heart Wants What It Wants. Le clip est sorti le 6 novembre sur VEVO et Youtube.

## Liste des pistes
| No  | Titre                                       | Auteur                                                                                           | Producteur(s)                             | Durée |
| --- | ------------------------------------------- | ------------------------------------------------------------------------------------------------ | ----------------------------------------- | ----- |
| 1.  | The Heart Wants What It Wants               | Selena Gomez, Antonina Armato, Tim James, David Jost                                             | Rock Mafia                                | 3:47  |
| 2.  | Come & Get It                               | Ester Dean, M.S. Eriksen, T. E. Hermansen                                                        | Stargate                                  | 3:51  |
| 3.  | Love You Like A Love Song                   | Antonina Armato, Tim James, Adam Schmalholz                                                      | Rock Mafia                                | 3:37  |
| 4.  | Tell Me Something I Don't Know              | Armato, Ralph Churchwell, Michael Nielsen                                                        | Rock Mafia                                | 2:55  |
| 5.  | Who Says                                    | Selena Gomez, Emanuel Kiriakou, Priscilla Hamilton                                               | Emanuel Kiriakou                          | 3:16  |
| 6.  | My Dilemma 2.0                              | Armato, James, Karaoglu                                                                          | Rock Mafia                                | 3:09  |
| 7.  | Round & Round                               | Kevin Rudolf Andrew Bolooki Fefe Dobson Jeff Halavacs Jacob Kasher                               | Rudolf, Bolooki, Halavacs                 | 3:06  |
| 8.  | Forget Forever (STE£AN Remix)               | Jason Evigan, Clarence Coffee, Alexander Izquierdo, Jordan Johnson, Stefan Johnson, Marcus Lomax | The Monsters & Strangerz Evigan Dan Brook | 4:11  |
| 9.  | Slow Down                                   | Daniel James, Kathleen DeLuna, Leah Haywood, Arnthor Birgisson                                   | The Cataracs                              | 3:30  |
| 10. | A Year Without Rain (Dave Audé Radio Remix) | Robbins, Toby Gad                                                                                | Gad                                       | 3:54  |
| 11. | Naturally (Dave Audé Radio Remix)           | Armato James, Karaoglu                                                                           | Rock Mafia                                | 3:22  |
| 12. | Más (More - Version espagnol)               | Edgar Cortazar, Isaac Hasson, Mher Filian, Robbins                                               | SuperSpy, Cortazar                        | 3:30  |
| 13. | Bidi Bidi Bom Bom (featuring Selena)        | Pete Astudillo, Selena                                                                           |                                           | 4:15  |
| 14. | Falling Down                                | Ted Bruner, Trey Vittetoe, Gina Schock                                                           | Bruner, Vittetoe                          | 3:05  |
| 15. | Do It                                       | Selena Gomez, Antonia Armato, Tim James, David Jost                                              | Rock Mafia                                | 2:40  |

## Certifications et Ventes
| Pays        | Certifications | Ventes   |
| ----------- | -------------- | -------- |
| Brésil      | Or             | 20 000+  |
| États-Unis  | (aucune)       | 210 000+ |
| Royaume-Uni | (aucune)       | 2 000+   |
| Monde       |                | 300000   |